# Soundtrack to the Apocalypse
Soundtrack to the Apocalypse — бокс-сет американського треш-метал гурту Slayer. Опублікований 25 листопада 2003 року під лейблом American Recordings. Сет був випущений з трьома CD-дисками та одним DVD (стандартне видання) або чотирма CD і одним DVD (розширене видання). Розширене видання також включає настінний банер, прохід за куліси і буклет на 60 сторінок, в якому описана історія гурту. Назва бокс-сету походить від альтернативної назви альбому «God Hate Us All» 2001 року. Обговоривши між собою ідею бокс-сету, гурт поінформував про це лейбл, якому спочатку ідея не сподобалась, але згодом її схвалили.

## Концепція
Приблизно в той час, коли Slayer думали про назву для альбому 2001 року «God Hates Us All», «Soundtrack to the Apocalypse» вважався альтернативною назвою. В той час вокаліст Том Арайя запропонував назвати так бокс-сет, якщо гурт коли-небудь вирішать такий випустити, і відповідно «Soundtrack to the Apocalypse» буде найкращою назвою. Це надихнуло групу на можливий випуск бокс-сету, обговорення якого тримало декілька місяців. 
Група вирішила, що як тільки лейбл погодиться на реліз, їм дадуть трохи більше часу на збірку матеріалу. Після звернення до звукозаписуючої компанії щодо випуску бокс-сету, перемовини тривали приблизно рік. Групі довелось домовлятись з лейблом щодо дій, які не були передбачені в контракті. У вересні 2003 року звукозаписна компанія надала дозвіл на випуск бокс-сету також компанія хотіла, щоб сет вийшов до святкового сезону. 
Гурт надав на вибір звукозаписній компанії низку матеріалів, доручивши їм обрати список треків, які вони вважають найкращими. Серед обраного матеріалу гурт виконав власну вибірку, якщо записаний трек був «гарним» виконанням, але гурт «не цікавила пісня», вони просили звукозаписну компанію обрати інший трек.
Гітарист Керрі Кінг прокоментував назвавши проблему, що «тут є купа речей» з якої їм довелося вибрати. Нік Джон з команди менеджерів переглянув кожне відео та переніс їх на DVD.

## Список композиций

### Диск № 1
| #   | Назва                       | Автор слів           | Автор музики   | Оригінальний альбом       | Тривалість |
| --- | --------------------------- | -------------------- | -------------- | ------------------------- | ---------- |
| 1.  | «Angel of Death»            | Джефф Ганнеман       | Ганнеман       | Reign in Blood            | 4:50       |
| 2.  | «Criminally Insane» (remix) | Ганнеман, Керрі Кінг | Ганнеман, Кінг | Reign in Blood (re-issue) | 3:07       |
| 3.  | «Postmortem»                | Ганнеман             | Ганнеман       | Reign in Blood            | 3:27       |
| 4.  | «Raining Blood»             | Ганнеман, Кінг       | Ганнеман, Кінг | Reign in Blood            | 4:12       |
| 5.  | «Aggressive Perfector»      | Ганнеман, Кінг       | Ганнеман, Кінг | Haunting the Chapel       | 2:28       |
| 6.  | «South of Heaven»           | Том Арая             | Ганнеман       | South of Heaven           | 4:45       |
| 7.  | «Live Undead»               | Кінг, Арая           | Ганнеман       | South of Heaven           | 3:50       |
| 8.  | «Silent Scream»             | Арая                 | Ганнеман, Кінг | South of Heaven           | 3:05       |
| 9.  | «Mandatory Suicide»         | Арая                 | Ганнеман, Кінг | South of Heaven           | 4:04       |
| 10. | «Spill the Blood»           | Ганнеман             | Ганнеман       | South of Heaven           | 4:49       |
| 11. | «War Ensemble»              | Ганнеман, Арая       | Ганнеман       | Seasons in the Abyss      | 4:51       |
| 12. | «Dead Skin Mask»            | Арая                 | Кінг           | Seasons in the Abyss      | 5:16       |
| 13. | «Hallowed Point»            | Ганнеман, Арая       | Ганнеман, Кінг | Seasons in the Abyss      | 3:24       |
| 14. | «Born of Fire»              | Кінг                 | Ганнеман, Кінг | Seasons in the Abyss      | 3:07       |
| 15. | «Seasons in the Abyss»      | Арая                 | Ганнеман       | Seasons in the Abyss      | 6:26       |
| 16. | «Hell Awaits» (live)        | Кінг                 | Ганнеман, Кінг | Decade of Aggression      | 6:49       |
| 17. | «The Antichrist» (live)     | Ганнеман             | Ганнеман, Кінг | Decade of Aggression      | 3:11       |
| 18. | «Chemical Warfare» (live)   | Ганнеман, Кінг       | Ганнеман, Кінг | Decade of Aggression      | 5:25       |

### Диск № 2
| #   | Назва                                              | Автор слів                                                   | Автор музики              | Оригінальный альбом                    | Тривалість |
| --- | -------------------------------------------------- | ------------------------------------------------------------ | ------------------------- | -------------------------------------- | ---------- |
| 1.  | «Sex. Murder. Art.»                                | Арая                                                         | Кінг                      | Divine Intervention                    | 1:50       |
| 2.  | «Dittohead»                                        | Кінг                                                         | Кінг                      | Divine Intervention                    | 2:30       |
| 3.  | «Divine Intervention»                              | Ганнеман, Кінг, Арая, Бостаф                                 | Ганнеман, Кінг            | Divine Intervention                    | 5:32       |
| 4.  | «Serenity in Murder»                               | Арая                                                         | Ганнеман, Кінг            | Divine Intervention                    | 2:36       |
| 5.  | «213»                                              | Арая                                                         | Ганнеман                  | Divine Intervention                    | 4:51       |
| 6.  | «Can't Stand You»                                  | Ганнеман                                                     | Ганнеман                  | Undisputed Attitude                    | 1:27       |
| 7.  | «Ddamm»                                            | Ганнеман                                                     | Ганнеман                  | Undisputed Attitude                    | 1:01       |
| 8.  | «Gemini»                                           | Арая                                                         | Кінг                      | Undisputed Attitude                    | 4:51       |
| 9.  | «Bitter Peace»                                     | Ганнеман                                                     | Ганнеман                  | Diabolus in Musica                     | 4:31       |
| 10. | «Death's Head»                                     | Ганнеман                                                     | Ганнеман                  | Diabolus in Musica                     | 3:29       |
| 11. | «Stain of Mind»                                    | Ганнеман                                                     | Кінг                      | Diabolus in Musica                     | 3:24       |
| 12. | «Disciple»                                         | Кинг                                                         | Ганнеман                  | God Hates Us All                       | 3:35       |
| 13. | «God Send Death»                                   | Ганнеман, Арая                                               | Ганнеман                  | God Hates Us All                       | 3:45       |
| 14. | «New Faith»                                        | Кінг                                                         | Кінг                      | God Hates Us All                       | 3:05       |
| 15. | «In-A-Gadda-Da-Vida» (Iron Butterfly cover)        | Даґ Інгл                                                     | Ingle                     | Less Than Zero                         | 3:16       |
| 16. | «Disorder» (The Exploited cover, feat. Ice-T)      | Кінг, Арая, Ice-T, Вотті Б'юкен, Джон Дункан, Гері МакКормак | Б'юкен, Дункан, МакКормак | Judgment Night                         | 4:56       |
| 17. | «Memories of Tomorrow» (Suicidal Tendencies cover) | Майк Мюір, Луїш Майорга                                      | Мюір, Майорга             | Undisputed Attitude                    | 0:53       |
| 18. | «Human Disease»                                    | Ганнеман, Кінг, Арая                                         | Ганнеман, Кінг, Арая      | Bride of Chucky                        | 4:20       |
| 19. | «Unguarded Instinct»                               | Кінг                                                         | Ганнеман                  | Diabolus in Musica                     | 3:44       |
| 20. | «Wicked»                                           | Арая, Бостаф                                                 | Ганнеман, Кінг            | Diabolus in Musica                     | 6:03       |
| 21. | «Addict»                                           | Кінг                                                         | Ганнеман                  | God Hates Us All (Collector's Edition) | 3:41       |
| 22. | «Scarstruck»                                       | Кінг                                                         | Кінг                      | God Hates Us All (Collector's Edition) | 3:31       |

### Диск № 3
Shit You’ve Never Heard
| #   | Назва                                                            | Автор слів        | Автор музики                | Recorded                           | Тривалість |
| --- | ---------------------------------------------------------------- | ----------------- | --------------------------- | ---------------------------------- | ---------- |
| 1.  | «Ice Titan» (live)                                               |                   |                             | Березень 1983, Каліфорнія          | 4:18       |
| 2.  | «The Antichrist» (репетиція)                                     | Ганнеман          | Ганнеман, Кінг              | Грудень 1983 року, Гараж Тома Арая | 2:53       |
| 3.  | «Fight till Death» (репетиція)                                   | Ганнеман          | Ганнеман                    | Грудень 1983 року, Гараж Тома Арая | 3:30       |
| 4.  | «Necrophiliac» (live)                                            | Ганнеман, Кінг    | Ганнеман                    | Вересень 1985, Каліфорнія          | 5:00       |
| 5.  | «Piece by Piece» (грубий мікс, який включає вступ до бас-гітари) | Кінг              | Кінг                        | Reign in Blood студійний сеанс     | 2:13       |
| 6.  | «Raining Blood» (live)                                           | Ганнеман, Кінг    | Ганнеман                    | Листопад 1986, Канада              | 3:09       |
| 7.  | «Angel of Death» (live)                                          | Ганнеман          | Ганнеман                    | Листопад 1986, Канада              | 4:58       |
| 8.  | «Raining Blood» (Домашній запис Ганнемана)                       | Ганнеман, Кінг    | Ганнеман                    | 1986, Ганнеман                     | 2:00       |
| 9.  | «South of Heaven» (Домашній запис Ганнемана)                     | Арая              | Ганнеман                    | 1988, Ганнеман                     | 3:29       |
| 10. | «Seasons in the Abyss» (live)                                    | Арая              | Ганнеман                    | Червень 1991, Мічиган              | 6:43       |
| 11. | «Mandatory Suicide» (live)                                       | Арая              | Ганнеман, Кінг              | Червень 1991, Мічиган              | 3:59       |
| 12. | «Mind Control» (live)                                            | Арая, Кінг        | Ганнеман, Кінг              | Бразилія, 1994                     | 3:05       |
| 13. | «No Remorse (I Wanna Die)» (з Atari Teenage Riot)                | Арая, Ханин Еліас | Ганнеман, Кінг, Alec Empire | Spawn: The Album                   | 4:15       |
| 14. | «Dittohead» (live)                                               | Кінг              | Кінг                        | Травень 1998, Каліфорнія           | 3:03       |
| 15. | «Sex. Murder. Art.» (live)                                       | Арая              | Кінг                        | Травень 1998, Каліфорнія           | 2:22       |
| 16. | «Bloodline» (live)                                               | Кінг              | Кінг                        | Швеція, 2002                       | 4:02       |
| 17. | «Payback» (live)                                                 | Кінг              | Кінг                        | Швеція, 2002                       | 6:39       |

### Диск № 4
Shit You’ve Never Seen (DVD)
1. «Die by the Sword (Live)»
  - Знято в березні 1983 року в Каліфорнії
2. «Aggressive Perfector (Live)»
  - Знято в 1983 році в Каліфорнії
3. «Praise of Death (Live)»
  - Зйомки у вересні 1984 року в Каліфорнії
4. «Haunting the Chapel (Live)»
  - Знято в травні 1985 року в Швеції
5. «Necrophobic (Live)»
  - Знято в 1986 році в Нью-Йорку
6. «Reborn (Live)»
  - Знято в 1986 році в Нью-Йорку
7. «Jesus Saves» (Live)
  - Знято в 1986 році в Нью-Йорку
8. «War Ensemble» (Live)
  - Знято в червні 1991 року в Мічигані
9. «South of Heaven» (Live)
  - Знято в червні 1991 року в Мічигані
10. «Dead Skin Mask» (Live)
  - Знято в червні 1991 року в Мічигані
11. «Gemini» (Live)
  - Знято в серпні 1996 року в Каліфорнії
12. «Kerrang! Magazine Awards '96: Heaviest Band Award»
  - Взято з відеомагнітофонної стрічки, який надав журнал Kerrang!
13. «EPK for Diabolus in Musica»
14. «Stain of Mind»
  - Знято в липні 1998 року в Токіо
15. «Bloodline» (Live)
  - Знято в квітні 2002 ESPN
16. «Disciple» (Live)
  - Знято в липні 2003 року у Франції
17. «God Send Death» (Live)
  - Знято в липні 2003 року у Франції

### Диск № 5
Живий виступ в Анахаймі, Каліфорнія, 2 травня 2002 року (Bloodpack, Deluxe Edition only)
| #   | Назва                         | Автор слів           | Автор музики   | Тривалість |
| --- | ----------------------------- | -------------------- | -------------- | ---------- |
| 1.  | «Darkness of Christ» (live)   | Кінг                 | Ганнеман       | 1:48       |
| 2.  | «Disciple» (live)             | Кінг                 | Ганнеман       | 4:30       |
| 3.  | «War Ensemble» (live)         | Ганнеман, Арая       | Ганнеман       | 5:40       |
| 4.  | «Stain of Mind» (live)        | Ганнеман             | Ганнеман       | 3:59       |
| 5.  | «Postmortem» (live)           | Ганнеман             | Ганнеман       | 4:20       |
| 6.  | «Raining Blood» (live)        | Ганнеман, Кінг       | Ганнеман       | 3:25       |
| 7.  | «Hell Awaits» (live)          | Кінг                 | Ганнеман, Кінг | 7:14       |
| 8.  | «At Dawn They Sleep» (live)   | Ганнеман, Кінг, Арая | Ганнеман       | 7:44       |
| 9.  | «Dead Skin Mask» (live)       | Арая                 | Ганнеман       | 6:32       |
| 10. | «Seasons in the Abyss» (live) | Арая                 | Ганнеман       | 4:32       |
| 11. | «Mandatory Suicide» (live)    | Арая                 | Ганнеман, Кінг | 5:13       |
| 12. | «Chemical Warfare» (live)     | Ганнеман, Кінг       | Ганнеман, Кінг | 7:00       |
| 13. | «South of Heaven» (live)      | Арая                 | Ганнеман       | 4:32       |
| 14. | «Angel of Death» (live)       | Ганнеман             | Ганнеман       | 6:18       |

## Учасники запису
- Том Арая — бас-гітара, вокал
- Джефф Ганнеман — гітара
- Керрі Кинг — гітара
- Дейв Ломбардо — ударні на Диску #1 треки 1-18, Диск #2 трек 15, Диск #3 треки 1-7, 10-11 і 16-17, Диск #4 треки 1-10 і 15-17, Диск #5 треки 1-14
- Пол Бостаф — ударні на Диску #2 треки 1-14 і 16-22, Диск #3 треки 12 і 14-15, Диск #4 трек 14
- Джон Детт — ударні на Диску #4 трек 11